# リヴィングストン (スコットランド)
リヴィングストン（英語: Livingston、スコットランド語: Leivinstoun、スコットランド・ゲール語: Baile Dhunlèibhe）はイギリス、スコットランドのウェスト・ロージアンにある町。州最大の町であるとともに、政庁所在地である。エディンバラからは西に約20 km、グラスゴーからは東に約45 kmの距離にあり、付近の街としては北東のブロックスバーンや北西のバスゲイトが挙げられる。
1962年にスコットランドで4つ目のニュータウンに指定されて開発が進められ、現在はロージアン地域でエディンバラに次いで2番目に人口が多い。リヴィングストン・ヴィレッジやベルスクアリー、リヴィングストン・ステーション（現在ではディーンズの一部）などの小規模な集落の周囲に建設され、開発当時はウェスト・ロージアンとミッドロージアンの両カウンティにまたがっていた。
リヴィングストンには、クレイグスヒル、ハウデン、レディーウェル、ナイツリッジ、ディーンズ、デドリッジ、ミュリーストン、アーモンドヴェール、エリバーン、カークトン、アダムブレエなどの地区が存在する。工業団地としてはヒューストン工業団地、ブルースフィールド工業団地、アルバ・ビジネス・パーク、カークトン・キャンパスがある。
スコットランド一般登記所による定義では、これら以外にアップホール・ステーションとパンファーストン（都市化地域としてはさらにミッド・カルダー、イースト・カルダー）が含まれる。このほか、隣接する集落としてはカークニュートン、ポルベス、ウェスト・カルダーが挙げられる。
2011年の国勢調査によると、リヴィングストンの人口は56,269人である。
スコットランド唯一の補習授業校であるスコットランド日本語補習授業校はリヴィングストンに所在する。

## 歴史

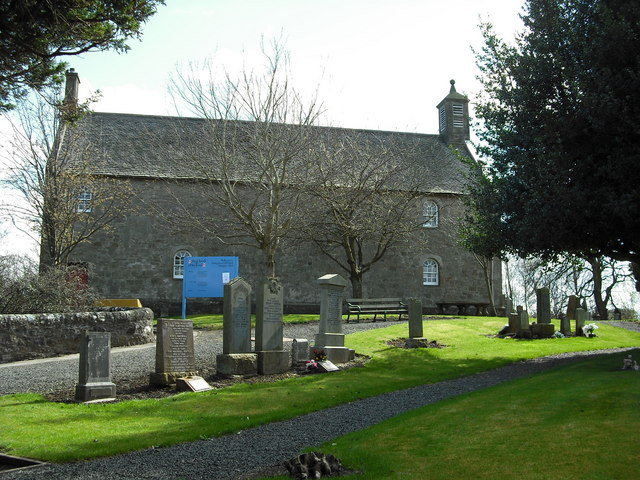
リヴィングストン・オールド・カーク

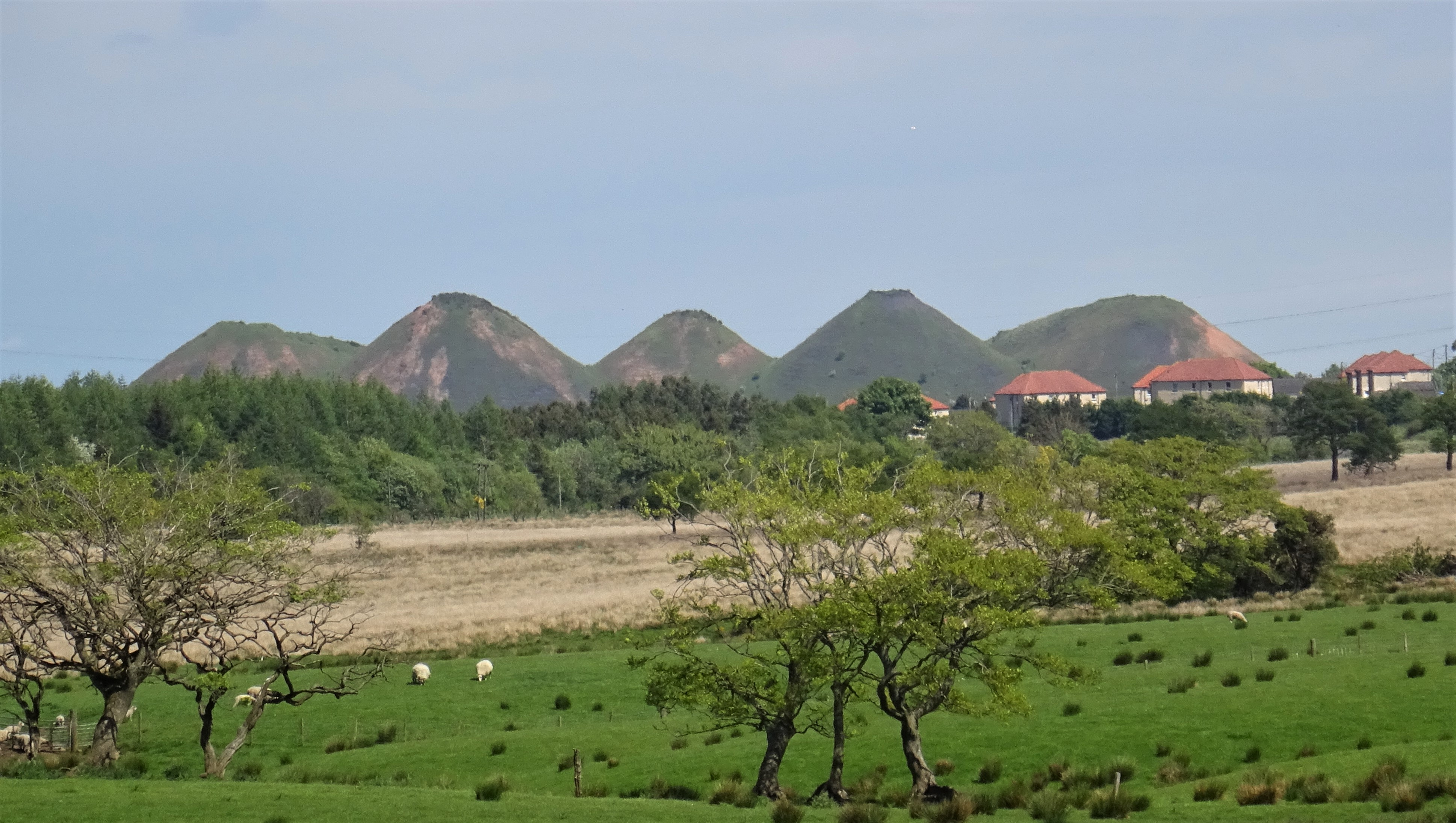
ボタ山（ファイブ・シスターズ）

### 前史

#### 中近世
リヴィングストンの名は12世紀前半の憲章に「Villa Levingi」（ラテン語・レヴィングの町）としてはじめて記録されている。1128年、デイヴィッド1世は「Turstani filii Levingi」（ラテン語・レヴィングの息子タースタン）を証人とする憲章により、リヴィングストンの教会に関する権利を新設されたホリールード修道院に与えた。
レヴィング家はリヴィングストン・ピールと呼ばれる砦を建てており、砦の周囲に発達した集落はLevingstounやLayingstonを経てLivingstonと呼ばれるようになった。レヴィング家は1512年に途絶えるまで一帯を支配し、断絶後砦はエリバンクのマレー家の手に渡った。砦の最後の住人は第2代エリバンク卿パトリック・マレーで、1671年に死去した。マレーは植物学に造詣が深く、マレーの植物コレクションは没後1670年に設立されたばかりのエディンバラ植物園に移された。砦は17世紀中に取り壊され、跡地にリヴィングストン・プレイスと呼ばれる邸宅が建設された。この邸宅はマレー家からカニンガム家を経て1828年に第4代ローズベリー伯爵アーチボルド・プリムローズに買い取られ、1840年に解体された。現在では、跡地はピール公園と呼ばれる公園になっており、砦の土台と堀が再現されている。

#### 近代
リヴィングストンの周辺地域はシェールオイルの原料となるオイルシェール（頁岩の一種）の産出地であり、世界初の石油ブームはこの地で発生した。1870年ごろには毎年300万トン以上のオイルシェールが採掘されていたが、20世紀に入って油田の発見が相次ぐと需要が低下し、以後1962年まで細々と採掘が続けられた。ボタ山の多くは現在では更地になっているが、ファイブ・シスターズとグリーンダイクスの2か所は指定史跡となっている。
1898年の時点で、リヴィングストンにはいくつかの家と2つの教会、学校、宿屋、そして製粉所が存在していた。リヴィングストン・オールド・カークは1350年ごろから1650年ごろにかけても教会として使われていた土地に1732年に建設され、質素なジョージアン時代の長老派教会建築の一例である。宿屋は1760年建設で、詩人のロバート・バーンズも滞在したとされる。製粉所は1770年建設だが、同地には14・15世紀から製粉所が存在したようである。
また、およそ1マイル北方、現在ディーンズの一部となっている地域には、ノース・ブリティッシュ鉄道のリヴィングストン駅（1849年にエディンバラ・アンド・バスゲイト鉄道によって開業・1948年に旅客営業廃止により廃駅）とリヴィングストン・ステーションという集落が存在した。この集落は20世紀初頭にパンファーストン・オイル・カンパニーが同社のディーンズ製油所の従業員のために建設したもので、6本の通り、商店、教会があった。

### ニュータウン
1962年4月16日、リヴィングストンは1946年ニュータウン法に基づくニュータウンとして指定された。グラスゴーの過密を緩和するために建設された5つのニュータウン（ほかにイースト・キルブライド、グレンロセス、カンバーノールド、アーバインがある）のうち、4番目にあたる。ニュータウンには、リヴィングストン・ヴィレッジ、リヴィングストン・ステーション（以上リヴィングストン教区）、ベルスクアリー（ミッド・カルダー教区）の3つの集落と数々の農家が取り込まれた。1962年7月に発行されたリヴィングストンの開発計画の第1版では、ドナルド・ロバートソンとロバート・マシューによって実施された215 km2に及ぶ測量の結果に基づき、最大10万人分の住宅地や商工業地、道路・遊歩道、緑地が指定された。1966年には第2版が発行され、最大25万人の都市圏の中心となるとされた。
リヴィングストンを建設、整備し、発展させるため、リヴィングストン開発公社（Livingston Development Corporation）が設立され、地元の実業家であるデイヴィッド・ロウが初代理事長に任命された。1962年中にディーンズで公社職員や建設従事者のために住宅の建設が開始され、1963年には最初の大きな建物である公社社屋の建設が始まった。大規模な開発はクレイグスヒルで初めて行われ、1966年4月にブルーム・ウォークで入居が開始された。1960年代後半にはほかにハウデン、レディーウェル、ナイツリッジが開発され、1970年代に入るとデドリッジの開発とディーンズの拡張が行われた。このころ建設された特徴的な建物としては、1966年完成のリヴァーサイド小学校（初の小学校）、1968年完成のザ・タワー（初のパブ）、1969年完成のクレイグスヒル学校（初の中等教育学校）、1977年完成のリヴィングストン・センター（初のショッピングモール）などがある。
1979年11月9日、リヴィングストンUFO事件が発生した。リヴィングストン開発公社職員のロバート・テイラーがデックモント・ローで未確認飛行物体に遭遇したというもので、イギリスで発生したUFO事件として唯一警察の捜査の対象となった。
1984年にはショッツ線にリヴィングストン・サウス駅が、1986年には旅客営業が再開されたエディンバラ - バスゲイト線にリヴィングストン・ノース駅が開業した。これらはニュータウン建設前に廃止されたニューパーク駅およびリヴィングストン駅の後継に当たる。
1995年にはサッカーチームのメドウバンク・シッスルがエディンバラからリヴィングストンに移転し、リヴィングストンFCとなった。
1997年3月22日、リヴィングストン開発公社が廃止され、権限や資産、業務はウェスト・ロージアン・カウンシルに移管された。リヴィングストン開発公社による最後の大規模公共事業は先述のリヴィングストンFC移転のためのアーモンドヴェール・スタジアムの建設であった。
住宅開発はその後もウェスト・ロージアン・カウンシルの下、バラート・デベロップメンツやベルウェイなどの民間営利事業者や、アーモンド住宅協会やウェスト・ロージアン・ハウジング・パートナーシップなどの住宅協会によって続けられている。

## 地理
リヴィングストンはスコットランドで8番目、スコットランドのタウン（非シティ）で3番目、イギリスで171番目に人口が多い。エディンバラからは西に約20 km、グラスゴーからは東に約45 kmの距離がある。
リヴィングストンは中央部をアーモンド川が流れるよう計画された。
街の中心寄りには、アーモンドヴェール、リヴィングストン・ヴィレッジ、エリバーン、ハウデン、レディーウェル、ナイツリッジ、デドリッジの各地区が存在する。レディーウェルは聖母マリアを記念し、ロイヤル・タッチを行う場所としても使われた古い井戸に由来する。
外郭に当たる地区としては、北側にウェスター・デックモント、ディーンズ、カークトン、ヒューストン工業団地、東側にクレイグスヒル、南側にベルスクアリー（含ブルースフィールド工業団地）とミュリーストン、西側にアダムブレエとカークトン・キャンパスがある。
リヴィングストンの地質はウェスト・ロージアン全体のそれとそう変わらず、主に氷河性堆積物の一種であるティルで構成されている。粒径は多様で、アーモンド川に沿った地域を中心として粘土、沈泥、砂、礫の分布地が存在する。最も古い岩石は南東部のリンハウス川とカークニュートンの間に存在するもので、インヴァークライド層群に属する。また、主にディーンズとその周辺には石炭紀石灰岩が分布している地域があり、19世紀から20世紀にかけてシェールオイルのための採掘が行われた。砂岩が分布する地域もあり、デドリッジ採石場（のちに公園として整備）など採掘が行われたところもある。ベルスクアリーの地名は1782年以前に操業を開始し、20世紀前半に閉鎖されたバーディハウス石灰岩の採掘場とその所有者の名前に由来する。
ニュータウン指定を受けるまで、リヴィングストン一帯の中心的産業はディーンズなど一部の工業地域を除き農業であり、主にアーモンド川による沖積層が耕地として利用されていた。開発の進行により現在では都市的地域となっているが、緑道や公園、緑地が多い。リヴィングストンにある森林としては、リヴィングストン・オールド・ウッド（エリバンク、38.97エーカー）、ウィルダネス（アダムブラエ、45.91エーカー）、ベルスクアリー・ウッド（43.86エーカー）、カークトン・ウッズ（15.64エーカー）、リンハウス・グレン、カルダー・ウッズ（イースト・カルダーとの境界）がある。

## 経済

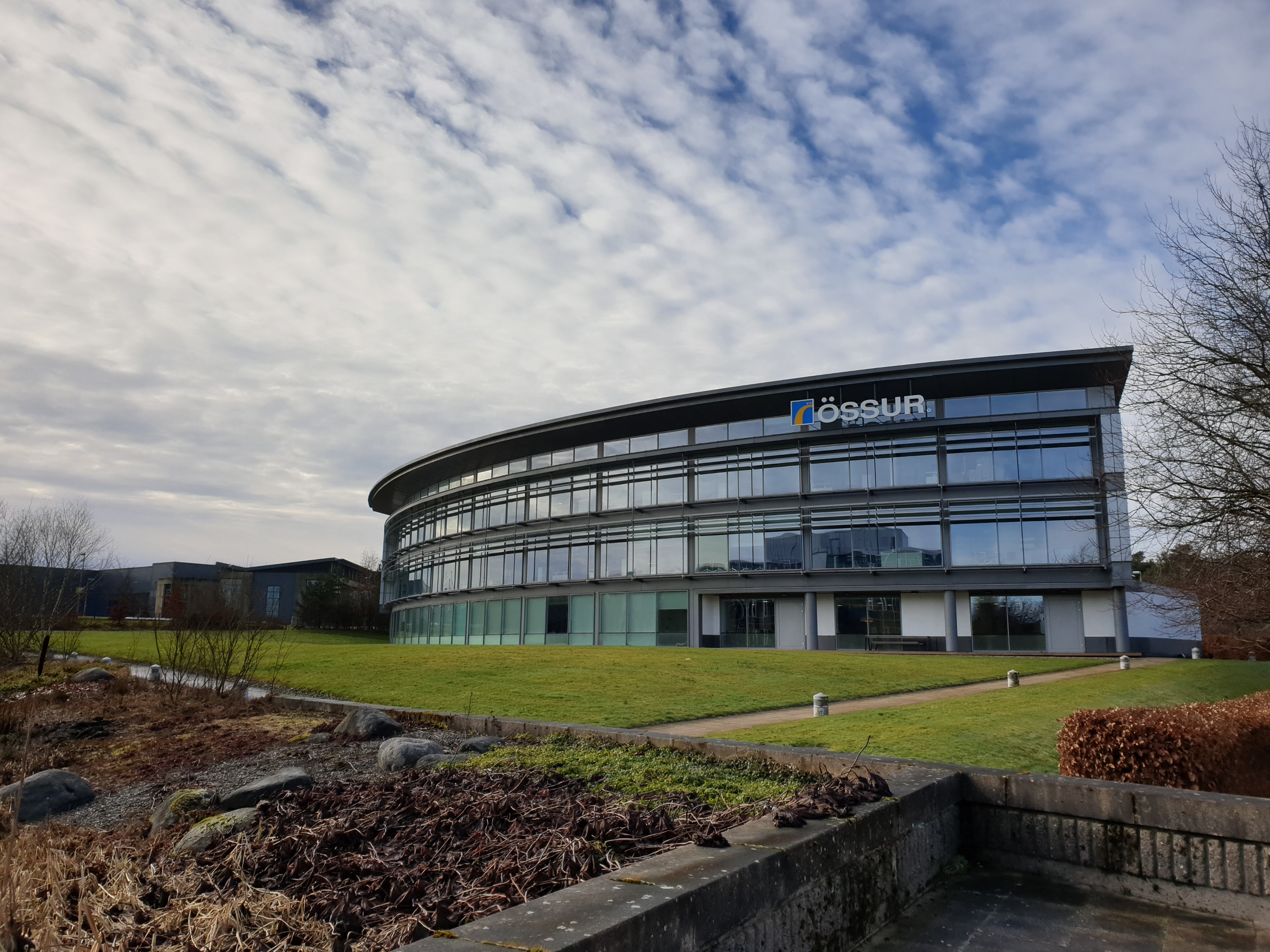
オズールの建屋

リヴィングストンの周辺地域はオイルシェールの採掘が盛んであった。1962年のニュータウン指定は先端技術産業や製薬業などを呼び寄せ、情報技術産業が集積するシリコン・グレンの拠点の一つともなったが、他の地域同様、1990年代になるとモトローラやNECが撤退するなど衰退期に入った。
リヴィングストンに工場などを置く主な企業としては、北部のヒューストン工業団地のワイマン=ゴードン（航空機部品）、三菱電機（空調設備）、パターソン・アラン（パン）、DSスミス（梱包箱）、1970年代にスコットランド初の科学技術団地として整備された西端のカークトン・キャンパスのスカイUK（Skyグループ　サポートセンター他）、メルク（製薬）、ゴア（繊維）、SCION（ガスクロマトグラフィー機器）、JBTフードテック（業務用調理機器）、パレットウェイズ（流通）、南西部のブルースフィールド工業団地のダイエット・シェフ（食品）、ScoMac（業務用調理機器）、スナグ・タイツ（衣料品）、南部にあり起業支援施設のアルバ・インキュベーション・センターを有するアルバ・ビジネス・パークのグレンモーレンジ（ウイスキー　事務所・瓶詰め施設）、IQVIA（医療情報）、オズール（義肢　研究開発施設）、そしてこれらの工業団地の外に所在するテスコ（小売　配送拠点）、シュー（衣料品小売　本社）、信越化学工業（半導体）、ウィザービー・パブリッシング・グループ（出版　本社）、ヴァルネヴァ（ワクチン）が挙げられる。

## 中心部
リヴィングストンの中心部は計画的に建設されたものであり、アーモンド川の南岸に位置し、東端にはA899号線が走っている。商業施設は南西部に集中し、事務所などは東西端や南西部のアーモンドヴェール・ブールバード沿いに多く見られる。北西端にはアーモンドヴェール・スタジアムとウェスト・ロージアン・カレッジが所在する。また、アーモンド川北岸にはリヴィングストン・シビック・センターがあり、ウェスト・ロージアン・カウンシルをはじめとした行政機関が入居する。このほか、中心部には飲食店や宿泊施設、プール、スポーツジムなどがある。

## 商業施設

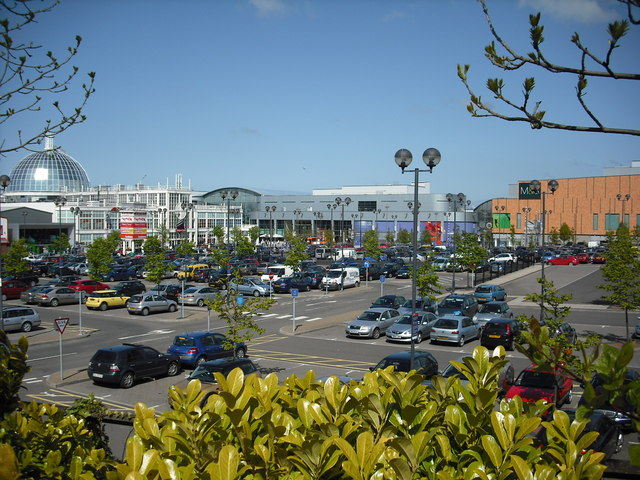
ザ・センター（中央・右）とリヴィングストン・デザイナー・アウトレット（左）

リヴィングストンには、大規模な商業施設が3つ、中規模な商業施設が3つあり、このほかに小規模店舗の集合体があちらこちらに存在する。リヴィングストン中心部の商業施設群は屋内商業施設としてスコットランドで1位、イギリスで10位の広さである。
リヴィングストンで最初のショッピングセンターであるザ・センターは1977年にリヴィングストン・センターとして開業した。1988年には1度目の改装が行われ、1996年から1997年にかけての拡張では総面積が51,000 m2を超えた。拡張は2008年にも行われており、約155の店舗が入居している。
ザ・センターの西側にはアウトレットモールのリヴィングストン・デザイナー・アウトレットが所在する。これは1999年に建設が開始され、2000年にマクアーサー・グレン・デザイナー・アウトレット・センターとして開業したもので、約70のアウトレット店のほか、映画館とフードコートを備えている。
リヴィングストンでは当初から街の各所に小規模なショッピングセンターを設けることが計画されていた。これらにはクレイグスヒルのザ・モール（スコットランド初の屋内ショッピングセンターとされる）、ディーンズのカーモンディーン・センター、そしてレディーウェルやミュリーストンにある商店街が該当する。

## 交通

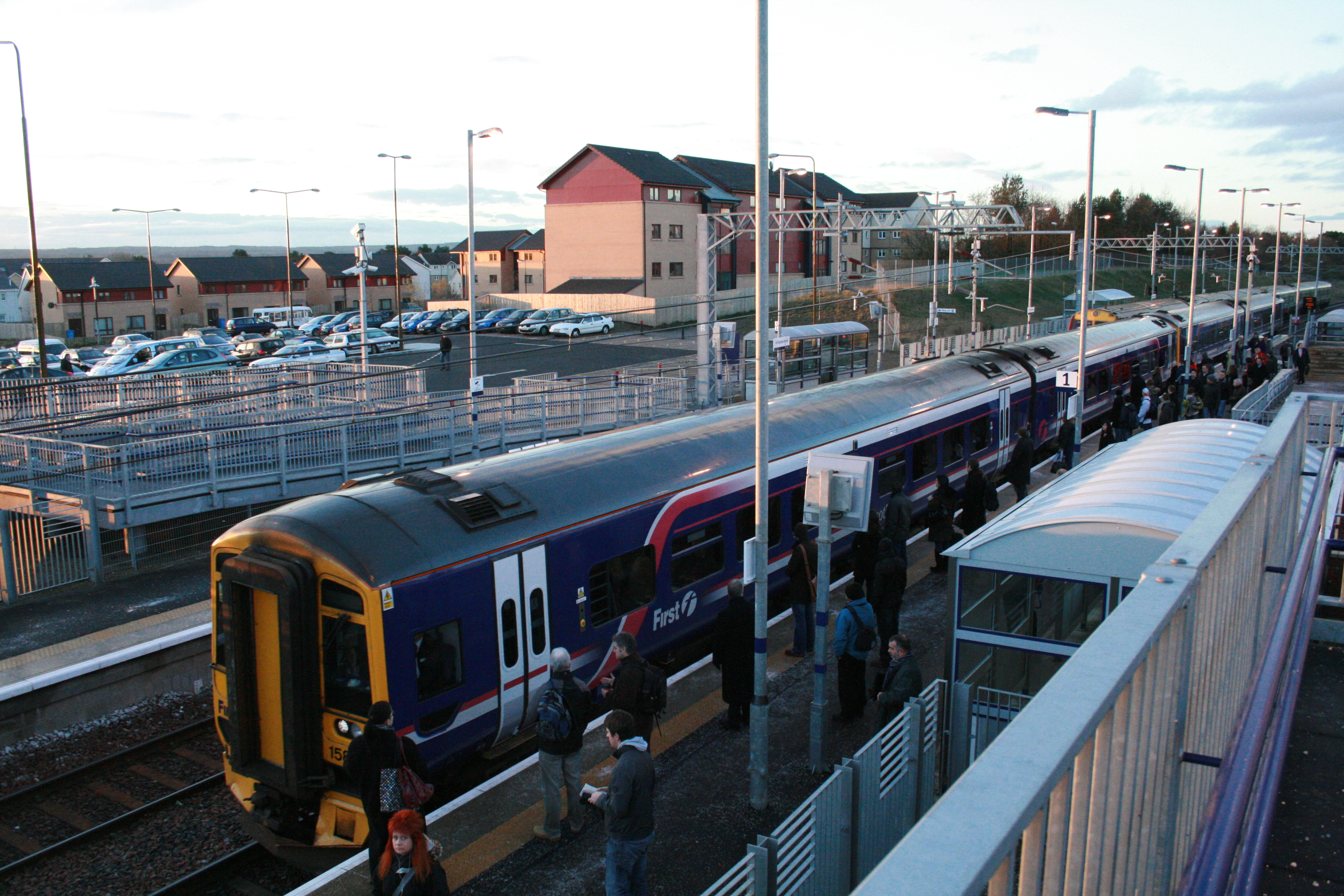
リヴィングストン・ノース駅

### 鉄道
リヴィングストンには2つの駅が設けられており、いずれの駅にもスコットレールの列車のみが停車する。
リヴィングストン・ノース駅は北部のエリバーンとディーンズの間にあるカーモーデン・ショッピング・センターに隣接して存在する。1986年にエディンバラ - バスゲイト線の再旅客化と同時に開業し、2010年のエイドリー - バスゲイト接続線の開通によってノース・クライド線に組み込まれ、東はエディンバラ、西はグラスゴー・クイーンストリート駅を通ってヘレンズバラとつながれている。
リヴィングストン・サウス駅は南部のミュリーストンの商業地区にあるショッツ線の駅で、1984年に開業した。列車はエディンバラ・ウェイヴァリー駅とグラスゴー・セントラル駅の間を運行している。

### バス
リヴィングストンの中心部には、2つのショッピングセンターにはさまれたアーモンドヴェール・アベニューに、7台が停車できるバスターミナルが設けられている。主にファースト・スコットランド・イースト（ファーストグループ）とロージアン・バスズ（公営）の2事業者がバスを運行し、他にE&Mホーズバラ、ブルー・バス、SDトラベル、ステージコーチ・イースト・スコットランド（ステージコーチ・グループ）も乗り入れる。ウェスト・ロージアンのほとんどの街のほか、エディンバラ、グラスゴー、エディンバラ王立診療所、ラナーク、ファイフ、フォルカークなどと結ばれている。

### 道路網
エディンバラとグラスゴーをつなぐM8モーターウェイとA89号線が北側を、エディンバラとアーバインをつなぐA71号線が南側を通っている。また、これらと接続し、さらに北東のブロックスバーンまでを結ぶ片側2車線のA899号線がリヴィングストンを南北に縦貫している。

### 遊歩道
リヴィングストンには歩行者と自転車利用者向けに「コア・パス・ネットワーク」と呼ばれる遊歩道網が整備されている。立体交差が多用されており、自動車交通との分離が図られている。

## マスメディア
リヴィングストンを発行地域内とする地域紙はウェスト・ロージアン・クーリエ（デイリー・レコード系列）である。このほかに1990年代前半までリヴィングストン・ポストが、2011年までウェスト・ロージアン・ヘラルド＆ポストが発行されていた。
テレビはBBCスコットランド（BBC）やSTVセントラル（ITV系）の放送地域である。
2003年から2007年まで、リヴィングストンにはリバーFMというラジオ局が存在しており、アーモンドヴェール・スタジアムから放送を行っていた。現在ではBBCラジオ・スコットランド、キャピタル・スコットランド、フォース1などが聴取可能である。また、セント・ジョンズ病院を対象とした病院ラジオ局としてラジオ・グレープバインが存在する。

## 政治

### ウェスト・ロージアン・カウンシル
リヴィングストンはウェスト・ロージアンの政庁所在地である。ウェスト・ロージアン・カウンシルの選挙区のうち、リヴィングストン・ノース、リヴィングストン・サウス、イースト・リヴィングストン＆イースト・カルダー、ブロックスバーン・アップホール＆ウィンチバラの4つがリヴィングストンを含み、定数33人の議会に対してそれぞれが4人の議員を選出している。
リヴィングストンにおいては1997年まで、通常カウンシルが担当する業務や権限の多くがリヴィングストン開発公社に属していた。

### スコットランド議会
スコットランド議会においては、リヴィングストンはアーモンド・ヴァレー選挙区およびロージアン選挙リージョンに所属する。前者の小選挙区では、2021年スコットランド議会総選挙においてアンジェラ・コンスタンス（スコットランド国民党）が選出されており、比例代表制の後者ではさらに7人の議員が選出されている。

### イギリス議会（庶民院）
庶民院においては、リヴィングストンはリヴィングストン選挙区に含まれる。同選挙区では、2019年イギリス総選挙においてハンナ・バーデル（スコットランド国民党）が選出されている。
なお、リヴィングストン選挙区やその前身の選挙区では、建設から2015年イギリス総選挙までは一貫して労働党の候補者が選出されていた。

## 教育
リヴィングストンには、保育学校・学級が18か所、小学校が17か所、特殊学校・学級が5か所、中等教育学校が5か所存在する。継続教育機関としては、ウェスト・ロージアン・カレッジがある。
また、スコットランド唯一の補習授業校であるスコットランド日本語補習授業校は、リヴィングストンの中等教育学校の1つであるセント・マーガレット・アカデミーで開講されている。これは1982年にエディンバラで設立されたもので、リヴィングストンへは2003年に移転した。

## 保健
リヴィングストンはNHSスコットランドのうち、ロージアン地区に属する。
総合病院としては、ハウデンにセント・ジョン病院が所在する。これは1981年に建設が開始され、1990年に開業したもので、救急救命室と550床の病床を持ち、エディンバラ大学医学部の研修病院ともなっている。
かつてはデックモントにバンガー総合病院およびバンガー・ヴィレッジ病院（精神病院）が存在していたが、セント・ジョン病院開業後は縮小され、2004年に完全に閉鎖された。

## 宗教
リヴィングストン最大のキリスト教の教区はスコットランド国教会、スコットランド聖公会、グレートブリテンメソジスト教会、スコットランド会衆派連合（のちに合同改革派教会に吸収）の4宗派によるエキュメニカル教区（合同教区）として創設されたものであり、6つの礼拝所を持っている。
これに加え、スコットランド国教会単独の教区も併存しており、さらにカトリック教会が3か所、バプテスト教会が2か所、自由教会が1か所ある。
キリスト教系新宗教としては、エホバの証人の会衆が2か所、末日聖徒イエス・キリスト教会の支部が1か所ある。
また、イスラム教のモスクが2か所存在する。

## 関係する人物
政治
- ロビン・クック - 外務大臣（1997年 - 2001年）

芸術
- イアン・カフーン（英語版） - 作家
- ニーナ・ネスビット - 歌手
- デイヴィッド・キケロ（英語版） - 歌手・キーボード奏者

スポーツ
- クレイグ・ベンソン（英語版） - 水泳選手
- ピーター・ライト - ダーツプレイヤー
- エリーズ・クリスティ（英語版） - スケート選手
- スコット・アーフィールド - サッカー選手
- マーク・バーチル（英語版） - サッカー選手
- ポール・ディコフ - サッカー選手
- ジミー・スクーラー（英語版） - サッカー選手
- トミー・ウォーカー（英語版） - サッカー選手
- ダニー・ウィルソン - サッカー選手

## 姉妹都市
- ドイツ・ノルトライン＝ヴェストファーレン州・ホーホザウアーラント郡
- アメリカ合衆国・テキサス州・グレープヴァイン（英語版）